# Großschuppige Scholle
Die Großschuppige Scholle (Citharus linguatula) ist ein mariner Plattfisch, der sowohl im Mittelmeer als auch im Ostatlantik verbreitet ist.
Citharus stammt von dem lateinischen Wort „cithara“ und bedeutet „leierähnliches Instrument“ bzw. „Zither“. Die Art ist auch unter dem synonymen Namen Citharus macrolepidotus (Bloch, 1787) bekannt. Im Englischen trägt der Fisch den Namen „Spotted flounder“, während er im Spanischen je nach Region „Japonesa“, „Solleta“ oder „Pelúa“ genannt wird.

## Systematik
Citharus linguatula gehört zu der Familie der Leierplattfische (Citharidae), die Teil der Ordnung der Plattfische ist (Pleuronectiformes). Die Familie enthält vier Gattungen und sieben Arten. Ein typisches Merkmal der benthisch lebenden Familie ist eine Bauchflosse mit einem Stachel und fünf weichen Flossenstrahlen. Außerdem liegt der Anus auf der Augenseite.
Die Großschuppige Scholle ist die einzige Art der Gattung Citharus und der einzige Vertreter der Familie im Mittelmeer.

## Verbreitung und Habitat
Citharus linguatula ist vor allem an der Küste des Mittelmeers verbreitet, kommt aber auch im Ostatlantik von Portugal bis Marokko und südwärts entlang der afrikanischen Küste bis Angola vor. Eine große Anzahl an Individuen wurde im Golfe du Lyon in Frankreich nachgewiesen
Die Großschuppige Scholle ist meist in einer Tiefe von 10 bis 100 m zu finden und lebt benthisch auf weichen, sandigen bis schlammigen Böden. Seltener sind die Tiere auch in Tiefen von 200 bis 300 m anzutreffen.

## Merkmale
Die Großschuppige Scholle kann eine Größe von 25–30 cm erreichen, wobei Weibchen im Durchschnitt 3 cm größer als Männchen werden. Mit zunehmender Tiefe werden größere Individuen angetroffen.
Citharus linguatula besitzt ein großes, nach unten gewölbtes Maul, bei dem der untere Kiefer stark hervorsteht. Die Fische sind linksäugig, was bedeutet, dass die Augen auf der linken Körperseite liegen. Dabei liegt das obere Auge ein Stück über dem unteren Auge. Der Körper ist abgeflacht und relativ dünn.
Auffällig sind die zahlreichen schwarzen Punkte an der Basis der Rücken- und Afterflosse. Die Scholle trägt an der Rückenflosse 64–73 Flossenstrahlen und 44–48 Flossenstrahlen an der Afterflosse. Von der Bauchflosse, die eine schmale Basis besitzt, bis zum Schwanz finden sich 35–39 große Schuppen, die leicht lösbar sind.
Die Färbung auf der gerundeten Augenseite ist schlicht beige bis gelbbraun, während die blinde Seite, also die Körperseite ohne Augen, unpigmentiert und platt ist. Dabei kann die Schnauze dunkler gefärbt sein.

## Ernährung
Die Großschuppige Scholle lebt karnivor und ernährt sich vorwiegend von Krebstieren (Crustacea) und kleinen Fischen (Teleostei). Dabei sind der größte Anteil der Nahrung Schwebegarnelen (Mysida) der Art Leptomysis gracilis. Neben Vertretern der Mysida frisst die Scholle auch Zehnfußkrebse (Decapoda) wie Alpheus glaber, Processa sp. und Philocheras bispinosus.
Je nach Jahreszeit variiert die Zusammensetzung der Nahrung. Während Schwebegarnelen hauptsächlich im Herbst gefressen werden, sind im Winter und Frühling vor allem Zehnfußkrebse Teil der Nahrung. Im Sommer besteht die Hauptnahrung aus Fischen der Arten Lesueurigobius friesi und Gobius sp..

## Fortpflanzung und Larvenentwicklung
Die Laichsaison von Citharus linguatula variiert je nach Region. So liegt die Fortpflanzungszeit im östlichen Mittelmeer zwischen September und Dezember, während sie im westlichen Mittelmeer zwischen August und November liegt. Dies ist auf die unterschiedlichen Umwelteinflüsse in den verschiedenen Regionen zurückzuführen.
Die Larvenentwicklung besteht aus zwei Phasen. In der ersten Phase ist der Körper noch bilateral-symmetrisch und länglich ausgebildet und die Larven besitzen zunächst nur die Brustflossen. Die Phase endet, sobald der Körper die maximale Vertiefung des Körpers und Kopfes bei einer Größe von ca. 5,5 mm erreicht. Während der Entwicklung der Larve wandert zudem das rechte Auge auf die linke Körperhälfte. In der zweiten Phase verändert sich die Form und der Fisch erhält sein ovales und asymmetrisches Aussehen. Außerdem wird die Differenzierung der Flossen fortgesetzt, sodass alle Flossen bei einer Körpergröße von ca. 9 mm entwickelt sind.

## Nutzung und Gefährdung
Die Großschuppige Scholle wird oft als Beifang in Schleppnetzen gefangen, hat jedoch nur eine geringe kommerzielle Bedeutung. Sie ist ungefährlich für den Menschen.
Die IUCN bewertet Citharus linguatula als nicht gefährdet (Stand 2014, Least concern) und die Population als stabil. Dennoch hat die kommerzielle Fischerei mit Schleppnetzen einen großen Einfluss auf benthisch lebende Organismen und beeinflusst so auch die Populationen von Citharus linguatula.